# 鎮西反乱
鎮西反乱（ちんぜいはんらん）は、治承4年（1180年）9月から寿永元年（1182年）4月にかけて九州北部で起きた反平家豪族達の武力行動である。治承・寿永の乱の戦乱の中に含まれる。

## 経過
以仁王の令旨を受けて治承4年（1180年）8月以降、源頼朝、源義仲、武田信義などが東国各地で反平家の挙兵が発生した。それとほぼ同時期にあたる治承4年（1180年）9月に九州筑紫で反乱が起きた（『玉葉』）。この反乱の首謀者は肥後国の豪族菊池隆直とみられる。この反乱に同じく肥後の武士である阿蘇惟安、木原盛実なども加わった。
翌治承5年（1181年）に入って鎮西における反乱はますます活発化し、2月には反乱勢力は大宰府を焼き討ちするなどを行なっている。
それに対して都の平家は治承5年（1181年）1月に鎮西に派兵することを検討するが、実際には出兵することができなかった。その間にも鎮西における反乱は拡大し、豊後国でも臼杵惟隆、緒方惟栄兄弟による反乱が発生した。
同時期に発生していた畿内、美濃、尾張の反乱に手一杯で鎮西に出兵できない平家は、治承5年（1181年）4月筑前の親平家の豪族である原田種直を太宰権少弐に任じて、反乱勢力に当たらせたが、この任官も効果をなさず、養和元年（1181年）8月平家家人平貞能が鎮西に下向し、反乱勢力の鎮圧に乗り出すことになる。
貞能は約1年かけて鎮西の平定活動を行い、最終的には寿永元年（1182年）4月頃、菊池隆直が貞能に降伏して鎮西の反乱は一応の終結を見ることになるが、この反乱により平氏の鎮西における支配基盤が弱体化した。

## その後
菊池隆直が降伏した後も平貞能は九州に留まっていたが、寿永2年（1183年）源義仲が都に迫る勢いを見せると、貞能は制圧した鎮西の軍を引き連れて上洛する。その後平家は都落ちをするが、平家が最初に目指したのは九州だった。しかし、貞能に平定されていたはずの鎮西の豪族たちは、都落ちした平家に非協力的もしくは敵対的なものが多く、一旦は鎮西に上陸した平家はそこから追い出されることになる。